# Cleptomyia tripartita
Cleptomyia tripartita là một loài ruồi trong họ Asilidae. Cleptomyia tripartita được Walker miêu tả năm 1854.